# China Miéville

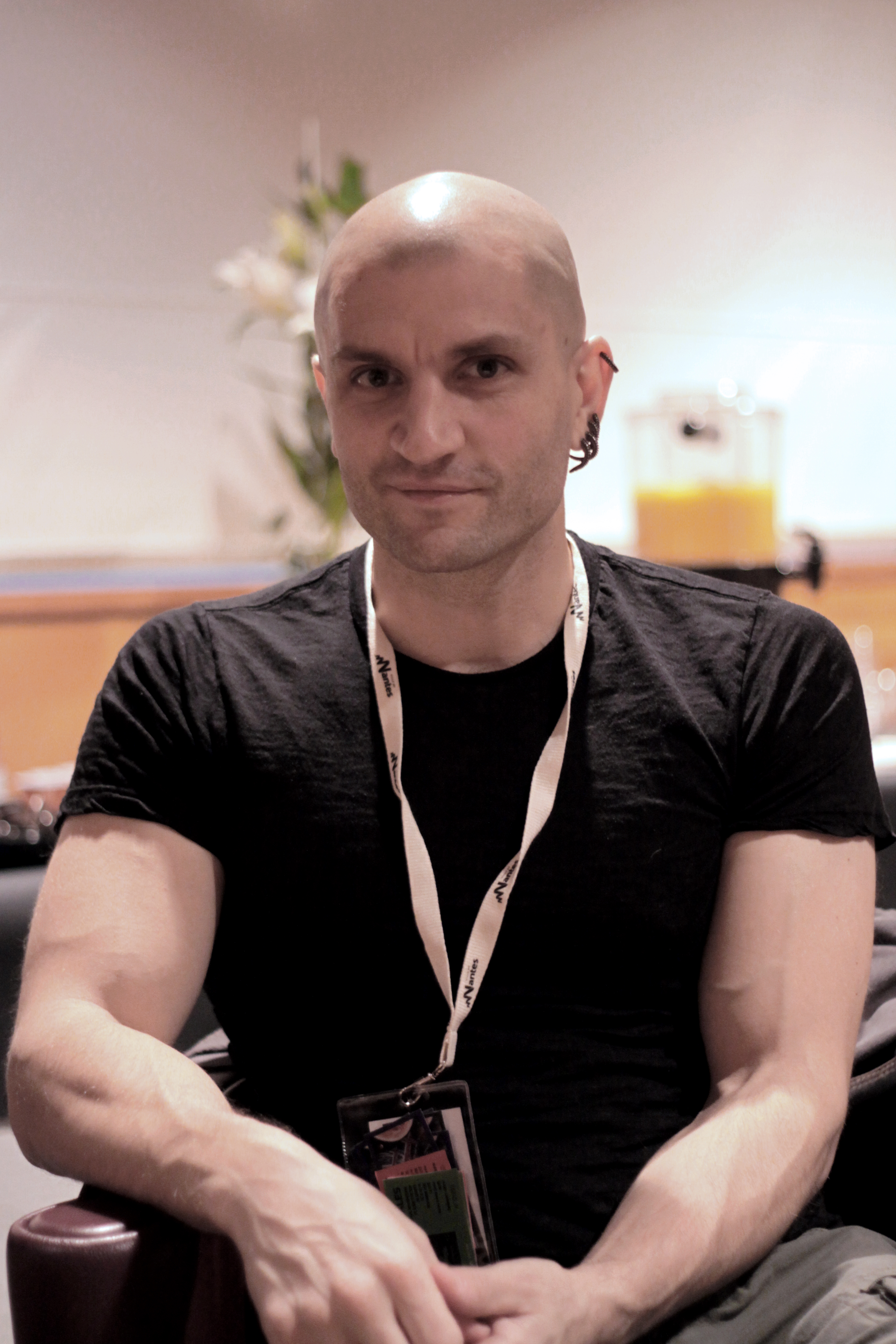
China Miéville (2010)

China Tom Miéville (* 6. September 1972 in Norwich) ist ein englischer Fantasy-Autor, Comic-Texter und Wissenschaftler. In seinen Werken finden sich ebenso Merkmale der Science Fiction, der Horrorliteratur und des Steampunk. Er selbst beschreibt sein Werk als „Weird Fiction“ (ähnlich einigen Schriftstellern des frühen zwanzigsten Jahrhunderts wie etwa H. P. Lovecraft und Clark Ashton Smith, die für das Pulp-Magazin Weird Tales schrieben). Er gehört einer losen Gruppe von Autoren an, den sogenannten New Weird. Sie versuchen, die Fantasy-Literatur weiterzuentwickeln und distanzieren sich von den eher konservativen Inhalten, die ihrer Meinung nach z. B. die für das Genre stilbildenden Romane Tolkiens charakterisieren.
Miéville verortet sich im linken Spektrum und engagiert sich aktiv politisch. Er zählt zu den Herausgebern einer marxistischen Zeitschrift und des „revolutionären“ Kulturmagazins Salvage. Der Autor ist mit zahlreichen Auszeichnungen geehrt worden.

## Kindheit und Ausbildung
China Tom Miéville wurde 1972 in Norwich im Osten Englands geboren und wuchs in Willesden, einem Stadtteil im Nordwesten Londons, auf. Dort lebte er mit seiner alleinerziehenden Mutter Claudia, einer Übersetzerin und Lehrerin und seiner jüngeren Schwester. Seine Eltern, die sich – wie Miéville in einem Interview mit Science Fiction Studies sagte – als Hippies verstanden, hatten sich kurz nach seiner Geburt getrennt. Sein Vater, den er kaum kennen gelernt hatte, starb, als er 19 Jahre alt war.
1990, im Alter von 18 Jahren, ging Miéville für ein Jahr nach Ägypten, wo er als Englischlehrer arbeitete. Während dieses Aufenthalts wurde sein Interesse an arabischer Kultur und der Nahost-Politik geweckt.
Er besuchte zwei Jahre die freie Schule in Oakham, Rutland. Bis 1994 studierte er am Clare College der Universität Cambridge und schloss mit einem Bachelor in Sozialanthropologie ab. 2001 erwarb er zudem einen Master mit Auszeichnung sowie einen Doktorgrad PhD der London School of Economics and Political Science mit der Dissertation A Historical Materialist Analysis of International Law and the Legal Form. Außerdem studierte er, als Stipendiat mit einem Frank Knox Memorial Fellowship, ein Jahr an der Harvard-Universität.

## Literarische Vorbilder und Rollenspiele
Miéville bezeichnet M. John Harrison, Michael de Larrabeiti, Michael Moorcock, Thomas M. Disch, Charles Williams, Tim Powers und J. G. Ballard als seine literarischen Helden; daneben zählte er u. a. H. P. Lovecraft, Mervyn Peake, Ursula K. Le Guin und Gene Wolfe zu seinen literarischen Einflüssen.
Dungeons & Dragons und ähnliche Rollenspiele (RPG), mit denen er sich in seiner Jugend viel beschäftigt hat, macht er für seine Tendenz zur Systematisierung von Magie und Technologie verantwortlich. Seit 2010 mit seinem Beitrag zum Guide to the River Kingdoms ist Miéville selbst als Rollenspielautor aktiv.

## Die Fantasiewelt von Bas-Lag
Die drei Bücher Perdido Street Station, The Scar und Der Eiserne Rat (englisch: Iron Council) spielen in der Fantasiewelt Bas-Lag, deren einflussreichste Stadt „New Crobuzon“ ist. Diese Welt bevölkert Miéville mit einer Fülle von (oft intelligenten) Lebewesen wie z. B. Kaktusmenschen, aus der Wüste stammende Vogelwesen mit einer Nomadenkultur, Wesen mit Frauenkörpern und Insektenköpfen, aber auch „Konstrukten“ (Robotern) und genetisch oder chirurgisch veränderten Wesen, den „Remade“. In dieser Welt wird Magie als eine Art mystische Wissenschaft betrieben, der mess- und reproduzierbare Naturkräfte zugrunde liegen. Miéville vermeidet hierbei die Begriffe „Zauberei“ und „Magie“ und spricht lieber von „Thaumaturgie“.
Wie er in The Scar schildert, erlitt die Welt von Bas-Lag durch die Kollision mit einem andersdimensionalen Himmelskörper einen kosmischen Unfall. Dessen Überbleibsel ist die „Narbe“, eine „massive Wunde in der Welt“, in deren Einflussbereich die sonst üblichen Naturgesetze nicht gelten und seltsame, oft bösartige Wesen entstehen.
Die Stadt New Crobuzon wird zwar von einem Parlament regiert und hat damit oberflächlich gesehen eine demokratische Verfassung, aber es gibt auch eine Miliz, die Arbeiteraufstände blutig niederschlägt. Miéville beschreibt Regierung und Bürgermeister als korrupt, macht- und geldgierig, obwohl er diesem Punkt wenig Beachtung schenkt. Seine Aufmerksamkeit gilt eher den unterschiedlichen Subkulturen und Widerstandsgruppen und ihren Interaktionen sowie den Konflikten seiner Hauptpersonen zwischen persönlichen, Gruppen-, nationalen oder rassischen Interessen. Egal ob Männer, Frauen oder andere Wesen, die Liebesbeziehungen seiner Protagonisten sprengen oft die heterosexuellen Normen, sei es in Form homosexueller oder speziesübergreifender Partnerschaften.
Perdido Street Station hat Nähe zum Horror-Genre, hier geht es um die Ausnutzung von hypnotisch begabten Wesen, sogenannten Gierfaltern, durch unterschiedliche Fraktionen der Einwohner New Crobuzons. Schließlich geraten die zwischen mythischen Wesen und Raubtieren oszillierenden Kreaturen, die die Träume der New Crobuzonians als Nahrung trinken, außer Kontrolle und bedrohen die Existenz der gesamten Stadt. In The Scar kämpft eine schwimmende Stadt mit Piraterie gegen die Übermacht New Crobuzons. Einige einflussreiche Figuren spielen jedoch ihr ganz eigenes Spiel und beschwören ein sagenhaftes Ungeheuer herauf, um die schwimmende Stadt für ihre Interessen zu nutzen. In Iron Council geht es um den Bau einer transkontinentalen Eisenbahn: Eine Gruppe von Gewerkschaftern, Anarchisten, befreiten Sklaven und Huren entführt einen Zug und bricht mit ihm in die Wildnis auf – in Gebiete außerhalb des Einflusses von New Crobuzon – und wird dadurch zum legendären Vorbild für alle Gegner des Regimes in der Stadt.

## Politische Perspektive und Fantasy
Sein Verhältnis als linker Politiker zum Schreiben und zur Literatur definierte Miéville 2010 wie folgt:
„Ich bin kein Linker, der versucht seine böse Message mit Hilfe verachteter phantastischer Romane zu transportieren. Ich bin ein Fantasy- und Science-Fiction-Freak. Ich liebe dieses Zeug und wenn ich meine Romane schreibe, schreibe ich sie nicht mit der Intention politisch zu punkten. Ich schreibe sie, weil ich Monster leidenschaftlich liebe, genauso wie bizarre und schreckliche Geschichten und gefährliche Situationen und Surrealismus, und was ich damit will, ist, genau das zu kommunizieren. Aber, weil ich das alles aus einer politischen Perspektive betrachte, sind die Welten, die ich kreiere immer auch eingebettet in die Befürchtungen, die ich hege. … Was ich zu sagen versuche – ich habe diese wirklich coole Welt erfunden und ich habe wirklich große Geschichten in ihr zu erzählen und einer der Wege, das interessanter zu machen ist, darüber politisch zu denken. Wenn sie das auch wollen, ist das phantastisch, wenn nicht; - ist das nicht ein cooles Monster?“

## Politisches Engagement
Miéville ist Mitglied in der Internationalen Sozialistischen Allianz (US). 2001 hatte er als Direktkandidat in einem Londoner Wahlkreis für das linke Wahlbündnis Socialist Alliance 1,2 Prozent der Stimmen bei der Wahl für das englische Unterhaus erhalten.  Bis März 2013 gehörte er der britischen trotzkistischen Socialist Workers Party an. Nach Auseinandersetzungen mit der Parteiführung wegen ihres Umgangs mit einem Vergewaltigungsvorwurf, verfasste er im März 2013 mit anderen eine Austrittserklärung und verließ die SWP. Im selben Jahr unterschrieb er den Gründungsaufruf der Left Unity, einer weiteren linken Kleinpartei, die sich zum Ziel gesetzt hat, den „Neoliberalismus“ der Labour Party zu überwinden. Sie versteht sich als sozialistisch, ökologisch sowie feministisch und wendet sich gegen jede Art von Diskriminierung.
Er gehört zu den Herausgebern der Zeitschrift Historical Materialism – Research in Critical Marxist Theory. 2015 gründete er mit anderen Linken die „revolutionäre“ Vierteljahreszeitschrift Salvage, in der Essays, Kunst und Gedichte publiziert werden. Es gilt nach seiner Aussage eine neue, freie, kontroverse Diskussions- und Darstellungskultur zu entwickeln jenseits von Engstirnigkeit, festgefahrener Normen und Moralismus. Er lehnt in der Darstellung von Kampf und Unterdrückung die fast schon kitschige Nachahmung der bolschewistischen Propaganda von 1917 ab und verwirft ein optimistisches Weltbild.
In seinem jüngsten, 2017 auf Englisch erschienenen, Buch October: The Story of the Russian Revolution, erzählt er die Geschichte der russischen Oktoberrevolution. Darüber gibt er in einem Interview Auskunft. Er wolle nicht für Spezialisten schreiben, sondern die Geschichte der Revolution auch als Geschichte von Menschen erzählen und die Ziele der Revolutionäre verständlich machen, ohne sich mit dem kommunistischen Dogma gemein zu machen. Es handele sich um eine erzählerische Einführung.
Im Oktober 2024 gehörte Miéville zu den Unterzeichnern eines Aufrufs zum Boykott israelischer Kulturinstitutionen, „die an der überwältigenden Unterdrückung der Palästinenser mitschuldig sind oder diese stillschweigend beobachtet haben“.

## Auszeichnungen
Miévilles erster Roman King Rat wurde für den Preis der International Horror Guild und für den Bram Stoker Award nominiert. Perdido Street Station gewann 2001 den Arthur C. Clarke Award und den British Fantasy Award zusätzlich wurde er für den Hugo, den Nebula Award und den World Fantasy Award nominiert. In Deutschland erschien Perdido in zwei Teilen als Die Falter und Der Weber; die Bücher bekamen 2003 den Kurd-Laßwitz-Preis in der Kategorie „Bester ausländischer Roman“, und die Übersetzerin Eva Bauche-Eppers erhielt zugleich den Kurd-Laßwitz-Preis für die beste Übersetzung. Sein drittes Buch, The Scar, gewann ebenfalls den Arthur-C.-Clarke-Preis, den Locus Award, den British Fantasy Award und wurde für den World Fantasy Award nominiert. 2005 erhielt Miéville in Deutschland wiederum den Kurd-Laßwitz-Preis für The Scar als besten ausländischen Roman. 2005 gewann er erneut den Locus Award für den besten Fantasy-Roman mit Iron Council, und 2010 gewann sein The City & the City wiederum den Locus- und den Arthur-C.-Clarke-Preis und den World Fantasy Award. 2009 gewann die japanische Übersetzung von Perdido Street Station den Sense of Gender Award. 2011 gewann Miéville mit Kraken erneut den Locus-Award für den besten Fantasy-Roman. Der SF-Roman Embassytown war 2012 ebenfalls auf der Shortlist des ACCP. 2015 war er Fellow der Royal Society of Literature.

## Werke

### Bas-Lag
- Perdido Street Station, 2006, Perdido Street Station, 2000 Arthur C. Clarke Award (2001), Kurd-Laßwitz-Preis (2003), 2014, ISBN 978-3-453-31539-6.

- Band 1: Die Falter, Bastei Lübbe, Bergisch Gladbach, 2002, ISBN 3-404-23245-3, Perdido Street Station, 2000 (englisch)
- Band 2: Der Weber, Bastei Lübbe, Bergisch Gladbach, 2002, ISBN 3-404-24320-X, Perdido Street Station, 2000 (englisch)

- The Scar, 2002

- Die Narbe, 2004, ISBN 3-404-24320-X, The Scar, 2002
- Leviathan, 2004, ISBN 3-404-24322-6, The Scar, 2002

- Der Eiserne Rat, 2005, ISBN 3-404-24344-7, Iron Council, 2004
- Kurzgeschichte: Jack, Originalbeitrag der Kurzgeschichtensammlung Andere Himmel (Looking for Jake).

### Einzelromane
- König Ratte, 2003, ISBN 3-404-24310-2, King Rat, 1998.
- Die Stadt & Die Stadt, ISBN 3-404-24393-5, The City & the City, 2009.
- Der Krake, 2011, ISBN 3-404-20560-X, Kraken, 2010.
- Stadt der Fremden, 2012, ISBN 3-404-20679-7, Embassytown, 2011.
- Dieser Volkszähler, eine Novelle. Liebeskind, Berlin 2017, ISBN 978-3-95438-071-8.This Census Taker, 2016.
- Die letzten Tage von Neu-Paris, 2019, ISBN 978-3-946503-86-6. The Last Days of New Paris, 2016.
- Das Buch Anderswo, mit Keanu Reeves, 2024, ISBN 978-3989410442. The Book of Elsewhere, 2024.

### Kurzgeschichten
- Spiegel, 2004, ISBN 978-3-924959-71-5, The Tain in der Übersetzung von Joachim Körber, illustriert von Reinhard Kleist.
- Sammlung: Andere Himmel, 2007, ISBN 3-404-24361-7, Looking for Jake, 2005. Enthält u. a. Novelle The Tain in der Übersetzung von Eva Bauche-Eppers.

### Jugendbücher
Als Autor und Illustrator
- Un Lon Dun, 2008, ISBN 3-404-20588-X, Un Lun Dun, 2007
- Das Gleismeer, 2015, ISBN 978-3-453-31540-2. Railsea, 2012.

### Comics
- On the Way to the Front (Zeichnungen Liam Sharp), Originalbeitrag für Looking For Jake, 2005 (dt. Andere Himmel).
- Snow Had Fallen (Zeichnungen Giuseppe Camuncoli, Stefano Landini) in Hellblazer Nr. 250 (DC Vertigo 2008); auch enthalten in Sammelband Scab (2010).
- Dial H for Hero, fortlaufende monatliche Serie für DC Comics (2012–2013).

### Sachbücher und Historischer Roman
- Between Equal Rights: A Marxist Theory of International Law, 2006
- Herausgeber zusammen mit Mark Bould: Red Planets: Marxism and Science Fiction, 2009.
- October: The Story of the Russian Revolution. Verso, 2017
- A Spectre, Haunting: On the Communist Manifesto, Head of Zeus, 2022

### Vor- und Nachworte
- Zu Michael de Larrabeiti Die Borribles, in Pandora Nr. 02, 2007 (englisch 2001).
- Auf Englisch Nachworte zu Werken von M. John Harrison (Things That Never Happen, 2002), Michael Moorcock (Wizardry and Wild Romance: A Study of Epic Fantasy, 2004), H. P. Lovecraft (At the Mountains of Madness, 2005), H. G. Wells (First Men in the Moon, 2005), Lucius Shepard (“Dagger Key” and Other Stories, 2007).
- Afterweird: The Efficacy of a Worm-Eaten Dictionary, Nachwort zur Anthologie The Weird (Hrsg. Ann Vandermeer und Jeff Vandermeer, 2012).

### Interviews (Auswahl)
- Cherry Morgan: Interview mit Miéville. Strange Horizons, 1. Oktober 2001 (englisch).
- Joan Gordon: Reveling in Genre: An Interview with China Miéville. In: Science Fiction Studies. Homepage, (englisch), November 2003.
- Lou Anders: Interview mit Miéville mit Vorwort von Lou Anders. The Believer, April 2005 (englisch).
- Uwe Kramm: "Mich interessiert beides – die Politik und die Monster!" Ein Gespräch mit China Miéville, in: Das Science Fiction Jahr 2010, herausgegeben von Sascha Mamczak und Wolfgang Jeschke, Heyne, München 2010, S. 260–273. ISBN 978-3-453-52681-5.
- Daniel Schulz im Gespräch mit China Miéville: „Es gibt nichts Dekadenteres als Optimismus“. TAZ online und print, 4./5. November 2017, S. 26f.